# Epistenia imperialis
Epistenia imperialis är en stekelart som beskrevs av Smith 1857. Epistenia imperialis ingår i släktet Epistenia och familjen puppglanssteklar. Inga underarter finns listade i Catalogue of Life.